# Arachnothryx scoti
Arachnothryx scoti är en måreväxtart som först beskrevs av David H. Lorence, och fick sitt nu gällande namn av Attila L. Borhidi. Arachnothryx scoti ingår i släktet Arachnothryx och familjen måreväxter. Inga underarter finns listade i Catalogue of Life.